# Дългопет джудже
Дългопетът джудже (Tarsius pumilus) е вид бозайник от семейство Дългопетови (Tarsiidae).

## Разпространение
Видът е разпространен в Индонезия (Сулавеси).